# Rip van Winkle (film 1912 Kent)
Rip Van Winkle è un cortometraggio muto del 1912 diretto da Charles Kent.

## Produzione
Il film fu prodotto dalla Vitagraph Company of America.

## Distribuzione
Distribuito dalla General Film Company, il film - un cortometraggio in due bobine - uscì nelle sale cinematografiche statunitensi il 19 agosto 1912. Nel Regno Unito, venne distribuito il 28 novembre 1912.